# Szuhar (folyó)
A Szuhar (más néven Kalocsa, Kalocsa-patak, Kolocsavka, Szuhár-patak ukránul: Сухар) folyó Kárpátalján, a Talabor bal oldali mellékvize. Hossza 14 km, vízgyűjtő területe 69 km². Esése 41 m/km. A Máramarosi-Verhovinán (Belső-Gorgánok), a Jasznovec északkeleti lejtőjén ered.
Vízgyűjtője a Szinevéri Nemzeti Park területén található.

## Települések a folyó mentén
- Horb (Горб)
- Alsókalocsa (Колочава)